# Void (Film)
Void ist ein österreichischer Kurzfilm, der 2012 produziert und 2013 erstmals im Österreichischen Fernsehen ausgestrahlt wurde. Die Handlung des Films basiert auf einer wahren Begebenheit.

## Handlung
Drei Polizisten der Sondereinheit WEGA, Christian, Nikolai und der noch junge „Burschi“, haben den Auftrag, den Schubhäftling Kofi in seine afrikanische Heimat zu überstellen, und fahren mit ihm auf den Flughafen Wien. Hier auf der Gangway erleidet Kofi jedoch einen Nervenzusammenbruch und wehrt sich verzweifelt mit Händen und Füßen, das Flugzeug zu betreten. Weil auch der Pilot die Mitnahme des Afrikaners verweigert, müssen die Polizisten Kofi wieder mitnehmen. Auf dem Weg zurück zur Polizei werden die Beamten bereits gewalttätig und beschimpfen Kofi unter anderem mit rassistischen Sprüchen.
Schließlich fassen sie einen perfiden Plan. Sie fahren mit ihm in eine Lagerhalle. Hier zerrt Nikolai, obwohl rangnieder unter Christian nun der Anführer der Gruppe, Kofi mit einem Kabelbinder gefesselt aus dem Polizeiauto. Es folgen zunächst Beschimpfungen, danach Schläge und Tritte gegen den Körper und schließlich gegen den Kopf. Burschi, der dem Treiben zunächst fassungslos gegenübersteht, möchte nicht als Versager und „Weichei“ gelten und kann schließlich überredet werden, ebenfalls mit Brutalität auf Kofi einzuschlagen. Doch Nikolai hat noch nicht genug. Er zieht einen transparenten Plastiksack aus der Tasche, zieht diesen Kofi über den Kopf und zieht so lange zu, dass der Afrikaner beinahe erstickt. Blutend, in seinem eigenen Erbrochenen liegend wird Kofi auch noch von den Schlagstöcken der Beamten zu Boden geprügelt. Doch nun stehen die Wega-Beamten vor einem neuen Problem: wie den Belastungszeugen loswerden? Nikolai zwingt Burschi schließlich, in das Polizeiauto zu steigen, den Rückwärtsgang einzulegen und Kofi zu überfahren, was dieser auch tut. Die Tat soll so als Fluchtversuch Kofis verschleiert werden.
Danach zerren sie den leblosen Körper Kofis ins Auto und fahren zur Polizeistation zurück. Doch im Auto kommt Kofi zu sich. Burschi, der am Steuer sitzt, hat nun genug. Er steuert das Krankenhaus an. Hier wird Kofi in die Hände der Ärzte übergeben.
Burschi schlägt kurz darauf Nikolai nieder. Dieser erinnert Burschi daran, dass auch er nichts Besseres sei und dass auch in ihm das Böse lauere.

## Hintergrund
Die Handlung basiert auf dem Fall Bakary J., der sich im April 2006 in Wien tatsächlich ereignet hat. Damals wurde der Gambier Bakary Jassey von vier Wega-Beamten brutal misshandelt. Die involvierten Polizisten wurden zum Teil zu bedingten Gefängnisstrafen sowie zu einer niederen Geldstrafe verurteilt und in weiterer Folge aus dem Polizeidienst entlassen.
Für den Film wurden die Namen der Wega-Beamten aus Persönlichkeitsgründen geändert. Der Name des Opfers wird im Film explizit nicht erwähnt, jedoch wird er in Pressemitteilungen wie auch in den Credits des Films Kofi genannt.
Die Dreharbeiten des Films fanden in Wien und Budapest statt, das Budget betrug 40.000 Euro.
2013 wurde der Film in den Ausbildungs-Lehrplan der Polizei aufgenommen. Abgelehnt wurde das von Seiten der FPÖ-nahen Gewerkschaftsfraktion AUF. Im Herbst 2018 wurde bekannt, dass das Innenministerium der Bundesregierung Kurz unter Leitung Herbert Kickls (FPÖ) die Filmvorführungen beendete.

## Zum Titel
Void ist das englische Wort für Leere oder das Nichts und soll den gesetzfreien Raum meinen, in dem sich die Wega-Beamten wähnten.